# Samuel Sharman
Samuel Sharman   (comtat de Gallatin, 2 de novembre de 1879 - Los Angeles, 30 d'agost de 1951) va ser un tirador estatunidenc que va competir a començaments del segle xx.
El 1924 va prendre part en els Jocs Olímpics de París, on va disputar dues proves del programa de tir. Guanyà la medalla d'or en la prova de la fossa olímpica per equips, formant equip amb Frederick Etchen, Frank Hughes, William Silkworth, John Noel i Clarence Platt, mentre en la prova individual de fossa fou sisè.